# Penna gel

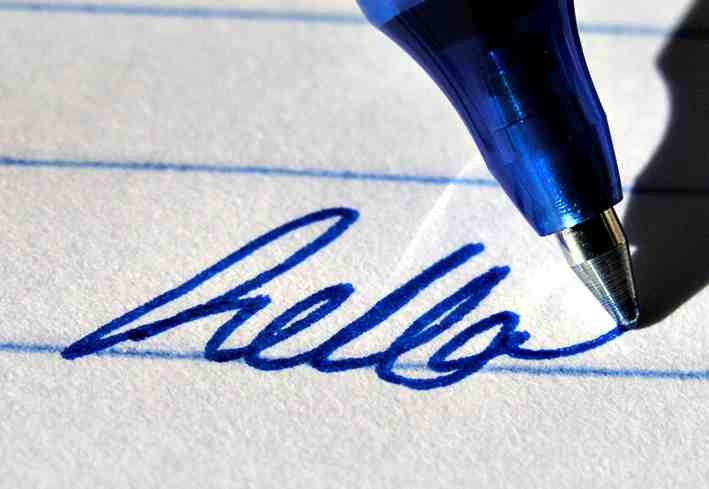
Punta di una penna gel

La penna gel è una penna che utilizza un particolare tipo di inchiostro in cui un pigmento è sospeso in un gel a base di acqua.
A causa della densità e dell'opacità di questo tipo di inchiostro, esso risulta essere maggiormente visibile su superfici scure o lisce rispetto all'inchiostro utilizzato di solito in una penna a sfera o in un evidenziatore.
Le penne gel sono adatte a diversi stili di scrittura e possono essere utilizzate anche in grafica e illustrazione.
La punta delle penne a gel più comunemente reperibili sul mercato varia da 0,18 mm a 1,5 mm.

## Inchiostri

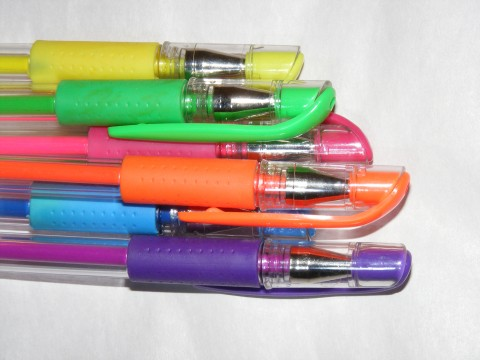
Penne gel di vari colori

Il vantaggio più evidente dell'inchiostro al gel è la sua elevata viscosità, che permette l'utilizzo di una maggiore porzione di pigmento nel medium.
I pigmenti più comunemente utilizzati sono a base di ftalocianina di rame e ossido di ferro, mentre i gel sono solitamente a base di acqua e biopolimeri, come la gomma di xantano e di addensanti come i poliacrilati.
L'inchiostro di una penna gel si consuma più rapidamente di quello di una penna a sfera, sia perché ne viene utilizzato di più, a parità di dimensione della punta, sia per le sue caratteristiche di viscosità.